# 阿爾布津卡區

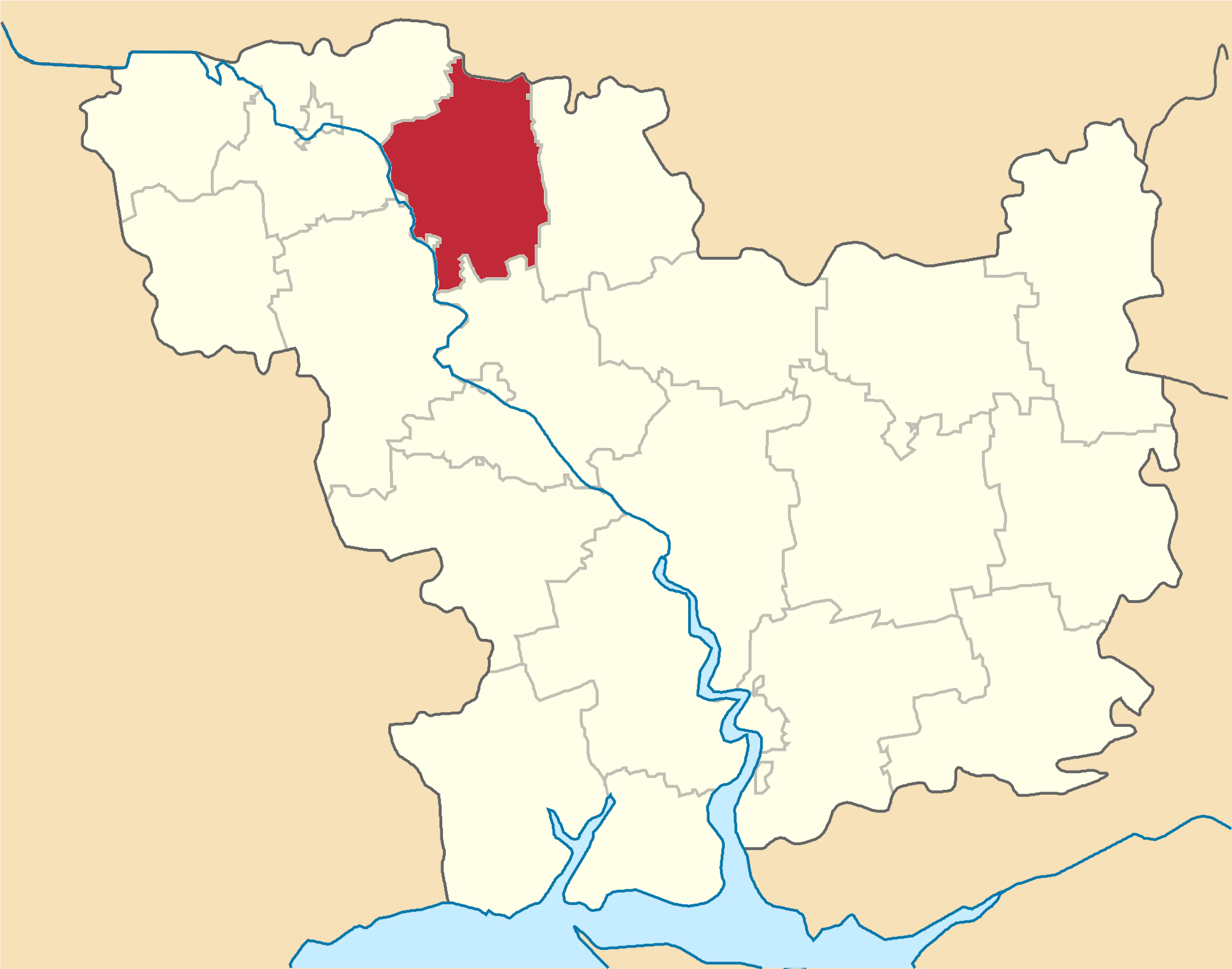

阿爾布津卡區（烏克蘭語：Арбузинський район）是位於烏克蘭南部尼古拉耶夫州的舊區，首府設於阿爾布津卡，並於2020年被撤銷。該區面積969平方公里，2013年人口20,649，人口密度每平方公里21.3人。